# Allevamento di schiavi negli Stati Uniti d'America

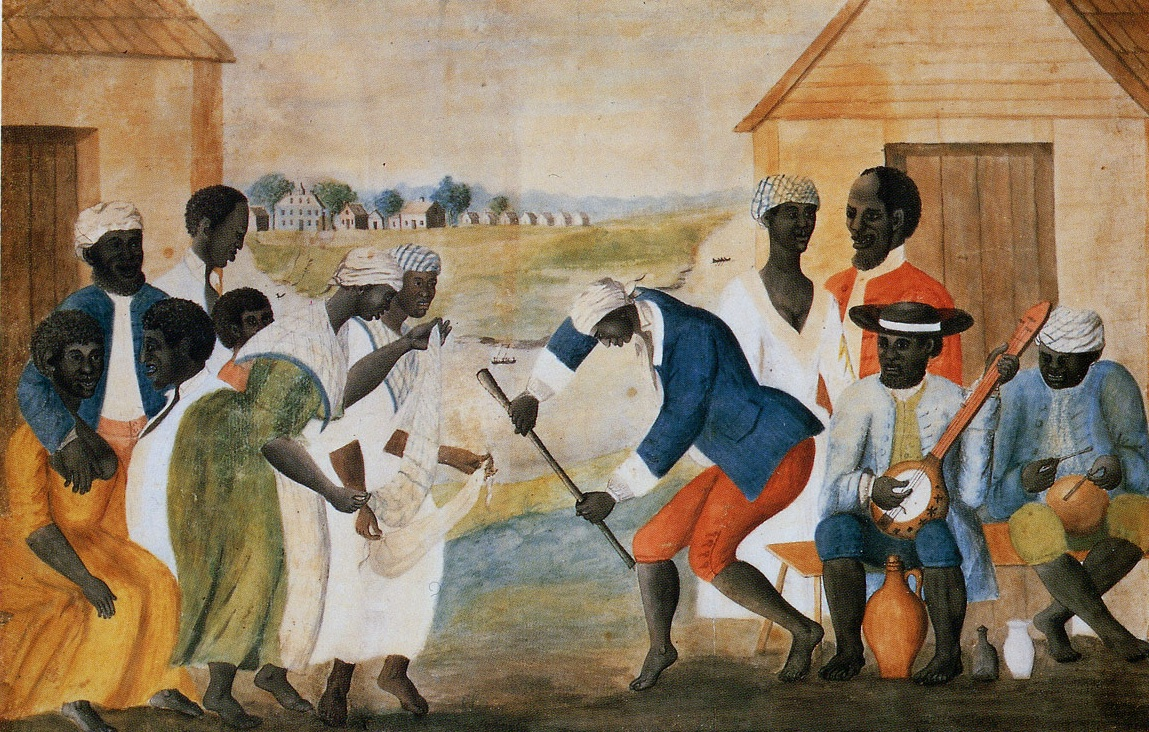
The Old Plantation, quadro del 1790 raffigurante un gruppo di schiavi

L'allevamento degli schiavi negli Stati Uniti d'America fu una pratica con la quale gli schiavisti influenzarono la riproduzione degli africani portati in cattività nei territori del Nordamerica, con lo scopo di accrescere le ricchezze e il benessere dei padroni. Tale pratica prevedeva rapporti sessuali coatti tra schiavi, stupri da parte dei padroni con l'intento di far nascere nuovi schiavi e favori particolari per quelle serve che avessero partorito più figli.
Scopo dell'allevamento era la produzione di nuovi schiavi senza doverli acquistare, per sopperire alla mancanza di manodopera causata dall'abolizione della tratta atlantica degli schiavi africani alla fine del XVIII secolo. La pratica era largamente diffusa negli stati del sud, dove gli schiavi erano considerati alla stregua di beni mobili, e come tali privi di qualunque dei diritti civili spettante agli uomini liberi.

## Storia
I primi schiavi nelle colonie inglesi americane arrivarono nel 1619, a Jamestown: erano circa 30-40 angolani catturati dalle navi pirata Treasure e White Lion dopo una battaglia con la nave commerciale portoghese San Juan Batista, diretta a Veracruz, in Messico. Poiché molti angolani si erano convertiti al Cristianesimo, è probabile che i primi neri arrivati nei territori nordamericani fossero battezzati, e si unirono quindi ai circa 1000 servitori in debito che lavoravano nella colonia, principalmente nelle piantagioni. Per molti anni la pratica della schiavitù non è esistita nelle colonie inglesi, e la servitù debitoria era la forma di contratto di lavoro più diffusa, sia per la popolazione bianca che per quella nera: essa aveva lo scopo di ripagare i propri datori di lavoro del costo sostenuto per il viaggio. Prima della rivoluzione americana del 1776, però, lo schiavismo era già diventato un'istituzione legale regolata da leggi ben precise, con il continuo apporto di "merce" derivante dalla tratta atlantica.
L'allevamento diventò comune tra schiavisti per una serie di fattori concomitanti, come la paura di una ribellione per il continuo arrivo di schiavi provenienti direttamente dal continente africano e quindi non nati in cattività, e successivamente per il varo di nuove leggi che limitavano il commercio della popolazione nera al solo mercato interno. Le leggi che abolirono definitivamente la tratta atlantica furono promulgate in seguito alle proteste crescenti dei gruppi abolizionisti, come quello guidato da William Wilberforce, che concentrò i propri sforzi per la ratifica del Slave Trade Act da parte del parlamento britannico nel 1807.  Questo provvedimento vide l'accoglienza favorevole anche negli USA, stati del nord e del sud indistintamente, sotto la guida del presidente Thomas Jefferson.
L'abolizione della tratta di schiavi arrivò però in un momento in cui l'espansione nei nuovi territori aveva dato vita a vaste coltivazioni di cotone, tabacco, canna da zucchero e riso nel profondo sud, con una crescente domanda di manodopera coatta, in conseguenza di una sempre maggiore affluenza di coloni provenienti dall'Europa che fondavano nuove aziende agricole: gli schiavi, considerati "beni mobili" di proprietà delle aziende, rappresentavano una risorsa insostituibile per gli enormi guadagni che ne derivavano. Il mercato interno diventò quindi l'unica fonte di manodopera in cattività, con conseguente necessità di far accrescere il loro numero con la creazione di intere famiglie di schiavi nati nei territori statunitensi, le quali venivano spesso smembrate per esigenze finanziarie, con la vendita di singoli componenti in altri stati, senza riguardo per l'unità familiare.

## Da persone a cose
Il processo attraverso cui si è arrivati a veri e propri "allevamenti" per la crescita della popolazione schiava fu permesso dalla legislazione approvata nell'appena sorta nazione degli Stati Uniti. In base alle norme varate nel periodo, uno schiavo non era considerato un essere umano inteso come persona avente diritti e libertà, ma piuttosto un oggetto appartenente a una certa persona. In quanto oggetto, le leggi che ne regolavano la schiavitù erano le stesse che governavano il possesso di beni materiali. Per cui al padrone spettava il diritto di disporre a piacimento dei propri beni, e tale diritto era tutelato dalle leggi sulla proprietà privata; gli schiavi non potevano essere alienati né gli "oggetti" potevano andare contro la volontà del loro padrone, liberandosi dal vincolo, per sé e i propri discendenti, esattamente come accade normalmente con il bestiame addomesticato, dove i nuovi nati entrano a far parte del patrimonio dell'allevatore.
L'essere cristiani o meno, inoltre, non faceva più differenza, poiché nelle tesi difensive degli schiavisti ci si riferiva alla Bibbia, che nella sua interpretazione soggettiva dava la possibilità di praticare lo schiavismo. Da quel momento lo schiavismo diventò di stampo razzista, per cui si fece largo l'idea comune che schiavo e negro fossero sinonimi. La sottomissione dello schiavo, dunque, non riguardava unicamente la soggezione dovuta al proprio padrone, bensì quella nei confronti di tutta la comunità di bianchi, in base al principio razzista secondo cui la razza nera fosse inferiore e quindi assoggettata alla razza bianca. Per cui, indipendentemente dal fatto che si trattasse di bambini, donne o adulti, gli schiavi erano automaticamente costretti a sottostare ai voleri e i capricci di qualunque persona con diritti civili che avesse voluto far valere la propria imposizione, poiché allo schiavo era proibito usare violenza su qualunque bianco, neppure per legittima difesa sua o dei suoi familiari.

## Il punto di vista degli schiavi
Nel periodo precedente la guerra di secessione americana molti schiavi fuggiaschi che si rifugiarono a nord impararono a leggere e scrivere, diventarono letterati e, attraverso i loro scritti, poterono raccontare le esperienze vissute in cattività, dando vita a un genere di libri comunemente chiamati Slave Narratives (racconti di schiavi). Questi racconti testimoniavano spesso della continua interferenza dei padroni nella loro vita sessuale, soprattutto nei confronti delle donne. Gli schiavi venivano costretti a rapporti e matrimoni non voluti, le donne erano spesso stuprate dai loro padroni, dai figli di questi ultimi o dai supervisori, e subivano anche altri abusi di ogni genere.

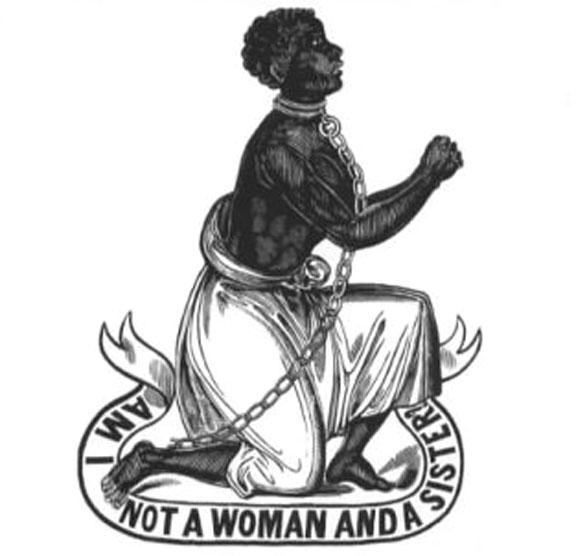
Am I not a woman and a sister? (trad. Non sono forse una donna e una sorella?) Medaglione della campagna abolizionista inglese del tardo XVIII secolo.

Lo storico Franklin Frazier, nel suo libro The Negro Family, riporta che c'erano padroni i quali, senza alcun riguardo per le preferenze dei propri schiavi, li facevano accoppiare come fossero merce da magazzino. La ex schiava Maggie Stenhouse racconta che c'erano dei "magazzinieri testati", che venivano affittati in un "allevamento" e messi in una stanza con le giovani donne dalle quali lo schiavista voleva dei bambini.

## Rapporto uomini/donne
In uno studio su 2558 schiavi effettuato dall'economista Richard Sutch, si stima che il rapporto tra donne e uomini nei gruppi di schiavi fosse di 1 a 2. Ma negli stati in cui il commercio di schiavi rappresentava la maggiore fonte di reddito il rapporto si faceva molto più drastico, con 300 donne ogni 1000 uomini.